# Švicarci
Švicarac (Švicarci) je ime za građane srednjoeuropske države Švicarske. Krajem prosinca 2007. bilo je oko 6,66 milijuna ljudi sa švicarskim državljanstvom, oko deset posto od njih su švicarski državljani koji žive u inozemstvu. Švicarska se sastoji od četiri govorna područja: njemačkog, francuskog, talijanskog i retoromanskog. Svi oni čine švicarske građane, ali ne i političko jedinstvo, a također je velika kulturološka razlika unutar zemlje, koja može biti relativno velika. Zbog toga, mnogi Švicarci osijecaju snažnu identificiraju prema svojim kantonima.

## Švicarci u inozemstvu
Krajem prosinca 2007. je 668107 švicarskih državljana ili 10,03% živjelo u inozemstvu. 71,5% Švicaraca u inozemstvu imaju dvojno državljanstvo. U okolici Lyona je najveća zajednica izvan matične zemlje s 88.615 švicarskih građana, Francuska je zemlja s najviše stanovnika Švicarske (176723).